# Olga Trach
Olga Serhiïvna Tratch (en ukrainien : Ольга Сергіївна Трач) est une joueuse de volley-ball ukrainienne née le 15 novembre 1988 à Dnipropetrovsk. Elle mesure 1,88 m et joue au poste de centrale.

## Clubs
| Club                      | De        | À         |
| ------------------------- | --------- | --------- |
| Akademia-Dnipro (junior)  | 2003-2004 | 2005-2006 |
| Ros Bila Tserkva (junior) | 2006-2007 | 2006-2007 |
| VK Severodontchanka       | 2007-2008 | 2010-2011 |
| Azəryol VK                | 2011-2012 | 2011-2012 |
| VC Unic Piatra Neamţ      | 2012      | 2012      |
| Olympiakos                | 2012-2013 | 2012-2013 |
| Budowlani Łódź            | 2013-2014 | 2013-2014 |
| ASPTT Mulhouse            | 2014-2015 | 2019-2020 |
| Pays d'Aix Venelles       | 2020-2021 | en cours  |

## Palmarès

### En sélection nationale
Néant

### En club
- Championnat d'Ukraine (1)
  - Vainqueur : 2009.
  - Troisième : 2011.
- Coupe d'Ukraine (1)
  - Vainqueur : 2009.
- Championnat de Grèce (1)
  - Vainqueur : 2013.
- Coupe de Grèce (1)
  - Vainqueur : 2013.
- Supercoupe de Grèce
  - Finaliste : 2012.
- Championnat de France (1)
  - Vainqueur : 2017.
  - Troisième : 2018, 2019.
- Supercoupe de France (1)
  - Vainqueur : 2017.

### Distinctions individuelles
- 2010 : Coupe VTV — Meilleure receveuse